# 紀元前370年代
紀元前370年代（きげんぜんさんびゃくななじゅうねんだい）は、西暦による紀元前379年から紀元前370年までの10年間を指す十年紀。

## できごと

### 紀元前371年
- レウクトラの戦い。エパメイノンダス率いるテーバイを中心としたボイオティア軍がスパルタを撃破。

## 死去
- デモクリトス - ギリシアの天文学者、哲学者（+ 紀元前460年）